# Riding the Rails
Riding the Rails es un corto de animación estadounidense de 1938, de la serie de Betty Boop. Fue producido por los estudios Fleischer y distribuido por Paramount Pictures. En él aparecen Betty Boop y su mascota, el perrito Pudgy.

## Argumento
Betty Boop marcha por la mañana al trabajo y Pudgy quiere seguirla, pero ella le disuade explicándole que no puede acompañarle pues debe coger el metro. Sin embargo, Pudgy la sigue sin que ella se dé cuenta y vivirá una peligrosa aventura en el subterráneo.

## Producción
Riding the Rails es la septuagésima segunda entrega de la serie de Betty Boop y fue estrenada el 28 de enero de 1938.